# Magapiidae
Magapiidae is een familie van neteldieren uit de klasse van de Hydrozoa (hydroïdpoliepen).

## Geslachten
- Fabienna Schuchert, 1996
- Kantiella Bouillon, 1978
- Magapia Schuchert & Bouillon, 2009